# Книгоношество
Книгоношество в России — распространение книг и другой печатной продукции силами путешествующих индивидуальных торговцев-офеней и в региональной торговле в период активного развития книгопечатания. В настоящее время — форма библиотечного обслуживания читателей на местах.

## История

### Индивидуальный промысел
Российское книгоношество появилось в середине XVIII в. Даже в столичных Санкт-Петербурге и Москве торговля вразнос успешно конкурировала с многочисленными торговыми рядами, лавками, лотками в крупных городах. Только в конце XIX столетия, когда в Москве работало до шести тысяч уличных торговцев, городские власти стали ограничивать торговлю вразнос, определив норму мест для этого в определённых частях города. Возле каждой тумбы допускалась торговля не более чем двух разносчиков.
Однако в отдалённых губерниях с низкой плотностью населения офенский промысел оставался выгодным. Книгоноши странствовали обычно по сельской местности, а сами селились преимущественно в городах Владимирской, Тульской губерний, Серпуховского и Подольского уездов Московской губернии. По данным архивных источников, в книгоноши шли мужчины и женщины обоего пола, в среднем от 20 до 65 лет, из крестьян, мещан, отставных солдат и унтер-офицеров.
В ассортименте продаваемых книг превалировали лубочные издания, в которых преобладали сцены из жизни былинных богатырей, монастырские листовки, песни с иллюстрациями, карикатуры на городских купцов, портреты царей и генералов, пророческие предсказания о судьбе богатых и скупых людей, попавших в ад, сцены народных гуляний и т. д. Всегда хорошо раскупались календари, святцы, жития святых, сонники, оракулы. В середине XIX в. лубочные картинки стали изготавливать литографией с тщательной (до 12 цветов) раскраской, покрытой лаком или гуммиарабиком. Это сделало лубок доступнее по цене.
В литературном отделе имелись заманчивые книжки, стоившие до десяти копеек за штуку, со сказочными и увлекательными сюжетами: «Бова Королевич», «Илья Муромец», «Хмельная брага», «Тайный грех», «Венецианская красавица», «Современная гадалка», «Новейший полный фокусник», «Жизнь и казнь Стеньки Разина».
Деятельность книгонош контролировалась властями: претенденты должны были продемонстрировать грамотность и получить свидетельства на право торговли, а также разрешение у местного губернатора. При этом личность заявителя тщательно проверялась на предмет политической благонадежности, несудимости. Он должен был указать, какими книгами намерен торговать. От подачи заявления до выдачи разрешения проходило несколько месяцев и даже год, и в выдаче могли отказать из-за неблагонадёжности просителя, к каковой помимо политических причин относились и принадлежность к какой-то секте или официально признанному мусульманству, и простое пьянство.
Книгоноши выступали как популяризаторы литературы, так как рассказывали покупателям о содержании предлагаемых изданий. Это окупалось: если грамотный офеня мог заработать за месяц 17 рублей, то неграмотный — лишь 12, — сообщал «Вестник воспитания» в 1903 г.
Земства пытались помочь приближению книги к потребителю, создавая книжные склады и прикрепляя к ним книгоношей. Однако такая форма торговли прижилась только в семи земских губерниях.
В конце XIX века государство попыталось создать льготные условия для деятельности книгонош. В частности, управление Сибирской железной дороги в 1899 году удовлетворило ходатайство книгонош о предоставлении им льготного проезда.
В конце XIX - начале XX в. книжная торговля росла во всей стране. Книга превратилась в ликвидный и выгодный товар, поэтому к книготорговле обращались разносчики, прежде торговавшие мануфактурой и другими товарами.
А.В. Буганов и авторы «Истории книги» отметили, что в этот период в центральной части страны наблюдался упадок книгоношества: «Развитие сети железных дорог и улучшение сети сообщений, особенно в центральных и южных районах России, содействовали улучшению снабжения книгами отдаленных населенных пунктов. Это преимущество было немедленно использовано издателями, которые большое внимание уделяли продаже печатной продукции. Налаженная система сбыта и квалифицированный аппарат распространителей составили серьезную конкуренцию торговцам-одиночкам, особенно офеням, чей промысел был практически сведен на нет». Книгоноши переместились в Сибирь, где разносная и мелочная торговля продолжала оставаться основной формой распространения товаров на селе, в том числе и через офеней, поставлявших в деревню лубочную литературу, азбуки и календари.

### Деятельность просветительских обществ
В конце XIX века, с развитием Сибирской железной дороги и освоением новых пространств страны, при Санкт-Петербургском и Московском комитетах грамотности были учреждены Сибирские подкомиссии, собиравшие пожертвования на отправку в разные города Сибири книг для снабжения народных школ, библиотек при тюрьмах и больницах, а также комплектации книжных складов. Так, в 1895 г. Санкт-Петербургский комитет грамотности открыл склады при книжном магазине П. И. Макушина, предлагавшие по доступной цене: «Приключения Робинзона Крузо» — 15 копеек, «Рассказы о Севастопольской обороне» Л. Н. Толстого — 18 копеек, «Полтава», поэма А. С. Пушкина — 10 копеек, «Зимовье на Студёной», рассказ Мамина-Сибиряка — 3 копейки, «Невольный убийца», рассказ Короленко — 7 копеек.
В Томской губернии приказом начальника Среднесибирской железной дороги была организована книготорговля на железнодорожных станциях. «Сибирское население, проживая в большинстве случаев в местностях глухих и отдаленных от культурных центров Сибири, лишено возможности приобретать книги в дешёвых изданиях и тем удовлетворять свою, все более возрастающую потребность в чтении хороших и полезных книг. Желая прийти на помощь населению Сибири в святом деле просвещения и развития народа, организована продажа на станциях книг духовно-нравственного и общелитературного содержания, распространение коих в Сибири признано желательным и полезным», — указывалось в газете «Сибирская жизнь» 5 августа 1899 г.

### Книготорговля в начале XX века
Годы первой русской революции Н. А. Рубакин назвал «литературным наводнением». Корреспондент «Сибирских известий» сообщал в сентябрьском номере 1905 г., что книгоноши-офени, прибывшие из Барнаульского уезда за покупкой товаров, приобрели в книжном магазине Макушина целую партию изданий Донской Речи, Молота и т. п., в сотнях экземпляров копеечные листовые издания Н. Е. Парамонова «Что такое народное представительство?». Очевидно, книгоноши таким образом откликались на запросы своих покупателей.
В Сибири начали появляться и частные агенты-распространители, предлагавшие не только нелегальную, но и массовую литературу, в том числе детективного жанра, который в начале XX в. стал общим увлечением. Российский социолог культуры А. И. Рейтблат отмечал, что в это время народ зачитывался Конан Дойлем, историями про Ната Пинкертона. Общественность выступала против деморализующего влияния таких сочинений."Убийства, необычные кровавые преступления, мир воров и бандитов, приключения сыщиков и преступников, со зверской жестокостью соперничающих друг с другом, — всё это, изложенное при том же безграмотным языком, болезненно возбуждает любопытство, развращает детское воображение, будит нездоровые и зверские инстинкты, навсегда убивает охоту к художественному и идейному чтению. А потому все, кто признает деморализующее влияние сыщиковской литературы на детей и видит в ней опасность для всего общества, должны объявить войну этой «литературе» и оздоровить и облагородить ту атмосферу, в которой сейчас воспитывается наша молодёжь", — указывала газета «Сибирская жизнь» 22 марта 1909 года.

## Роль
«Прискучив ожиданием утоления духовного голода от руки старшего своего брата, русского интеллигента, русский крестьянин, благодаря своей богатой природной сметке, сам стал изобретать способы утоления духовного своего голода. Так, в Харькове на главном базаре можно видеть двух нищих чтецов из крестьян, которые, запасшись вчерашним нумером газеты или книжонкой, усаживаются на пустых ящиках в местах сбора рабочего люда и собирают толпы слушателей. Уличные лекторы таким способом зарабатывают до одного рубля в день, доставляя себе и своему брату простолюдину духовное утешение. Такие же чтецы стали появляться между нищенствующими детьми в городах. Один из ростовских лесогрузчиков — рабочий, сломавший себе на работе руку, купил на три рубля на толкучем рынке подержанных книг и стал посещать места производства… и прочитывать наиболее любопытные для народа книги. За прочтение вслух чтецу платили по 1 коп. от слушателя, — писал неизвестный автор газеты „Оренбургские епархиальные ведомости“. — Этим и промышляет потерявший руку рабочий, известный… под именем „Николы-книжника“. Библиотека Николы состоит из 70 названий. Недавно появилась еще одна разновидность народника-книгоноши. Грамотей-крестьянин из любителей словеснага искусства набирает в городе торбу книг и разносит их по своему селу и по соседним селам, посещая по преимуществу многолюдные собрания, свадьбы, вечеринки молодежи и проч. Здесь он и продает книги, и за известный гонорар прочитывает книги из своей библиотеки-торбы».
Автор восхищается предприимчивостью простого народа: «удивительно просто и разумно русский крестьянин решает тот вопрос, над разрешением которого томится его старший брат многодумный интеллигент. В то время как целые учреждения озабочены изысканием средств на устройство народных аудиторий, читален. харьковский нищий, ростовский „Николка“ и деревенский серый грамотей с торбой книг за плечами уже решили вопрос, открыли народные аудитории — под открытым небом. Таковые и подобные аудитории — самый простой и доступный способ распространения книги в народе. Бесспорно, желательно было бы в каждом селе или деревне иметь благоустроенные аудитории с просвещенными лекторами и богатым складом книг; но при настоящих эпидемических голодухах, десятки и сотни лет пройдет до установления той степени народного благосостояния, при котором возможным станет осуществить желание, а невежество русского крестьянства с каждым годом все более вытравляет лучшие свойства народной души».

## В библиотечном деле России
Ныне книгоношество — форма внестационарного библиотечного обслуживания читателей по месту их жительства, отдыха, лечения. Она применяется для доставки документов из стационарной библиотеки или библиотечного пункта, даже самых маленьких, тем, кто не может посещать библиотеку — инвалидам, пенсионерам. В качестве книгонош выступают штатные библиотекари или волонтёры. 